# Trachemys scripta troostii
La tartaruga dalle orecchie arancioni, o scivolatrice del Cumberland, (Trachemys scripta troostii (Holbrook, 1836)) è una testuggine appartenente alla famiglia degli emididi, diffusa negli Stati Uniti. È una sottospecie della tartaruga palustre americana.

## Etimologia
Il nome specifico troostii è in onore del naturalista americano di origini olandesi Gerard Troost, di Nashville, Tennessee, che fornì a Holbrook il tipo nomenclaturale.
Il nome comune "scivolatrice del Cumberland" (in inglese Cumberland slider) fa riferimento al fiume Cumberland, in cui, secondo quanto riportato da Holbrook, venne rinvenuto il tipo nomenclaturale.

## Distribuzione e habitat
Questa sottospecie è diffusa lungo l'alto bacino del fiume Tennessee ed è presente nella parte orientale e nordorientale dello stato del Tennessee, nella parte occidentale della Carolina del Nord, e nel nord dell'Alabama e della Georgia.
Il suo habitat ideale è costituito acque calme con fondale fangoso, ricche di vegetazione e tronchi su cui emergere per crogiolarsi al sole.

## Descrizione

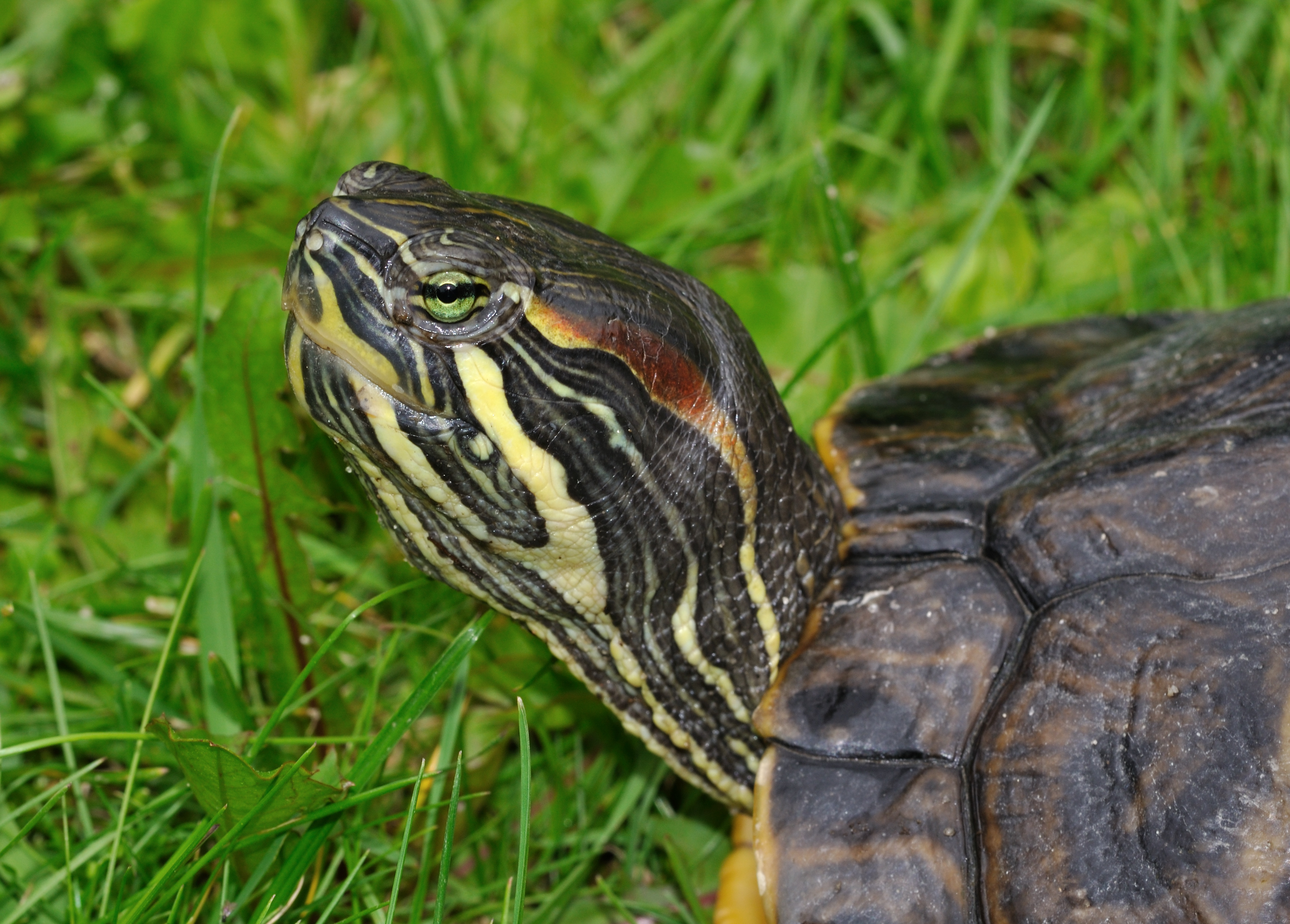
"Orecchie arancioni".

La Trachemys scripta troostii  è molto simile alla Trachemys scripta elegans (o "tartaruga dalle orecchie rosse"), ma se ne differenzia per il colore della macchia posta poco al di sopra della membrana timpanica che, in questa sottospecie, è gialla con delle sfumature tendenti all'arancione che le hanno valso il nome comune di "tartaruga dalle orecchie arancioni".

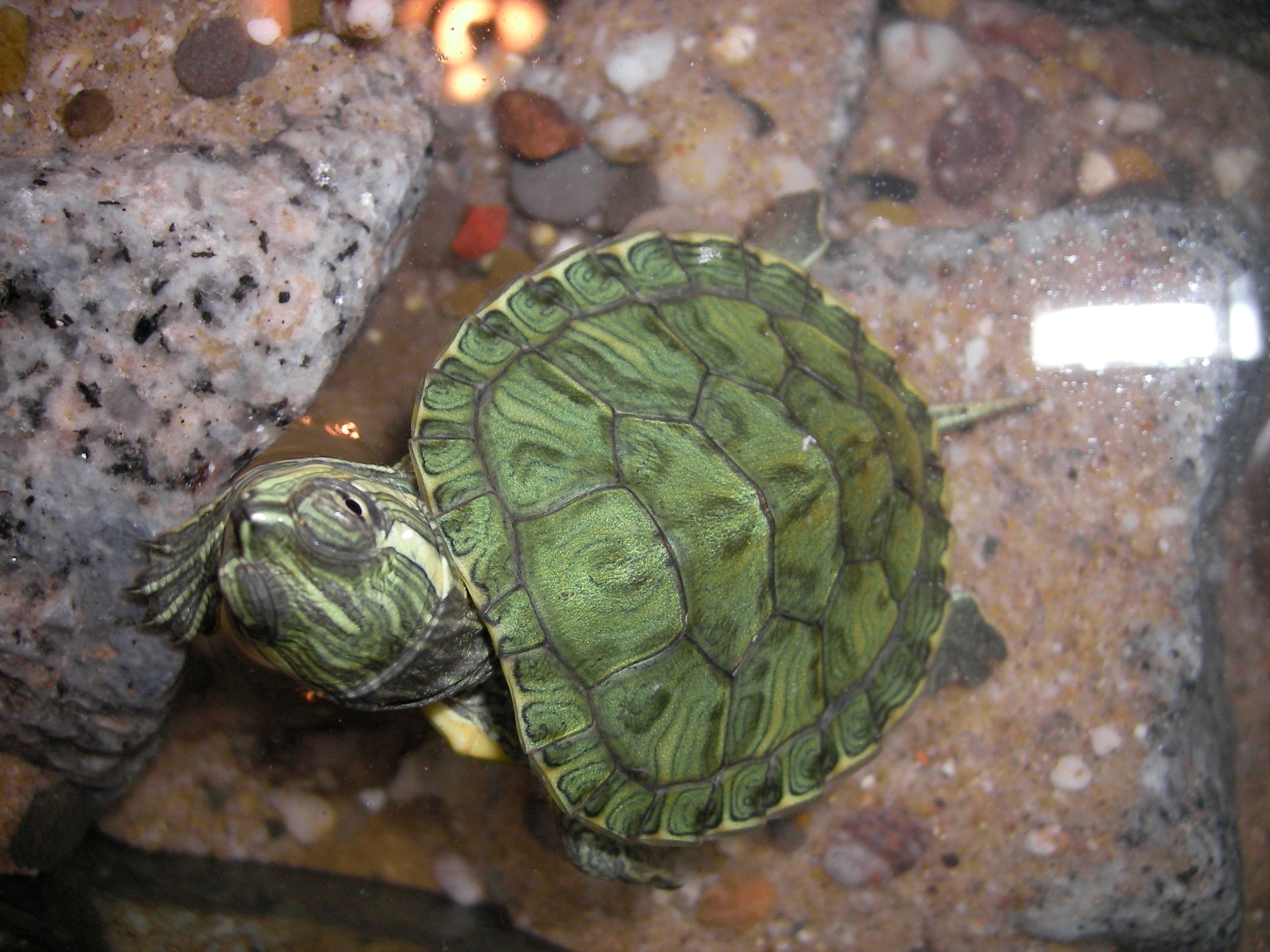
Piccolo di Trachemys scripta troostii. Da notare il verde acceso del carapace.

Il carapace cambia colore a seconda dell'età: quando l'individuo è più giovane il colore è verde acceso, poi con il passare del tempo si scurisce fino ad arrivare al marrone scuro e, nei maschi, perfino a nero, perdendo oltretutto i motivi striati tipici della sottospecie.
Il piastrone degli esemplari giovani è giallo, con delle caratteristiche macchie su ogni scuto, di color marrone chiaro a chi si sovrappongono degli anelli neri. Queste macchie diventano marrone scuro o nere negli esemplari adulti, e si accrescono assumendo man mano una forma a goccia.
Il riconoscimento del sesso avviene attraverso l'individuazione dei caratteri sessuali secondari.
La coda del maschio è lunga, robusta e grossa alla base, con la cloaca posta in prossimità della punta della coda e unghie molto sviluppate. La femmina ha unghie e coda corte e la cloaca è posta in prossimità della base della coda o comunque mai oltre il bordo del carapace.

## Comportamento

### Riproduzione
L'accoppiamento avviene in acqua, durante il quale il maschio esegue una singolare danza facendo vibrare le unghie anteriori contro il muso della femmina, dopodiché avviene la vera e propria copula.
La femmina sarà pronta per la deposizione dopo circa 30 giorni, e cercherà un luogo sabbioso e umido dove deporre le uova. Capita spesso che scavi diverse buche di prova prima di deporre. Una volta trovato il luogo adatto depone dalle 2 alle 30 uova in una buca a forma di fiasco profonda una 8–12 cm, dopodiché la ricopre con cura e non lascia alcuna traccia. Le deposizioni variano da una a tre nell'arco di una stagione riproduttiva.

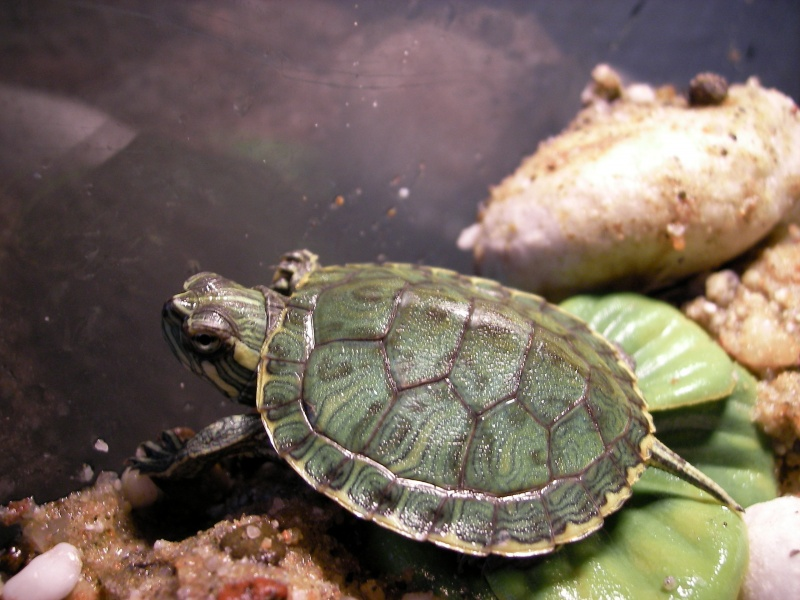
Piccolo di Trachemys scripta troostii.

Le uova schiudono dopo 70-120 giorni, a seconda della temperatura di incubazione che deve essere compresa tra i 26 e i 32 gradi centigradi (temperature più basse comportano tempi più lunghi e prevalenza di nascite di sesso maschile e viceversa). Le uova assorbono acqua durante l'incubazione, diventando man mano più grandi e rigide. È molto importante che le uova non vengano girate rispetto alla posizione iniziale in quanto ciò comporterebbe la morte dell'embrione.

## Terrariofilia
Molto sensibile alle malattie:
- Influenza o polmonite
Sintomi: La tartaruga non mangia più, ha frequenti scoli nasali (bolle d'aria), tiene la bocca spalancata, ha una respirazione anomala e sibilante.
Prime cure: Bisogna tenere l'acqua tra i 26°-29°, darle del cibo appropriato, darle del fieno, non farla camminare sul pavimento o in un ambiente freddo.
- Diarrea
Sintomi: La tartaruga ha una notevole perdita d'appetito, è debole e ha molta sete, diarrea.
Prime cure: Bisogna farla digiunare per 1-2 giorni, bisogna darle della camomilla.
- Costipazione intestinale
Sintomi: Ha scarse feci con espulsione di sangue.
Prime cure: Bisogna farle fare un bagno giornaliero in acuqua tiepida (tra i 21°-25°), del movimento (su un tappeto non molto folto non sul pavimento), alimentazione più variata possibile.
- Anoressia-rifiuto del cibo
Sintomi: Può essere dovuto ad un ambiente freddo (di solito sotto i 10°), parassiti o a un risveglio dopo un letargo.
Prime cure: consultare un veterinario.
- Disturbi oculari
Sintomi: La tartaruga ha occhi gonfi ed esorbitanti, accecamento, palpebre incollate.
Prime cure: consultare un veterinario.

## Eco-etologia in Italia
La specie è stata inserita nell'elenco delle 100 tra le specie esotiche invasive più dannose al mondo.
Questa specie viene comunemente ritenuta una temibile predatrice di anfibi, pesci e uccelli acquatici e concausa della diminuzione degli esemplari dell'autoctona Emys orbicularis.
Tale luogo comune è in contrasto con innumerevoli studi italiani ed europei evidenziano che la specie nei primi anni di vita è prevalentemente insettivora e da adulta è prettamente vegetariana ed opportunistica, con scarse capacità predatorie, al contrario della prettamente carnivora E. orbicularis, inoltre non sono stati evidenziati casi di predazione alla piccola fauna simpatrica, pesci e pulli di ralli, di anatidi.
Si stima che in Italia giungano circa 900.000 testuggini l'anno e l'abnorme diffusione degli esemplari, negli specchi, corsi d'acqua, finanche nelle fontane e laghi dei parchi pubblici è dovuta esclusivamente al continuo rilascio di esemplari adulti o subadulti capaci di superare con una fase di letargo i rigori invernali, cosa non possibile per i giovani esemplari. 
Nelle varie zone climatiche italiane è stato osservato che le deposizioni di uova raramente portano alla schiusa e che gli esemplari sopravvivono solo in condizioni di semilibertà in ambienti lacustri protetti e nelle zone meridionali con inverni meno rigidi.
La T. s. troostii è soggetta a tutti i fattori antropici negativi a cui è soggetta la E. orbicularis e la sua massiccia presenza è dovuta solo al continuo costante rilascio di svariate decine di migliaia di esemplari adulti e subadulti ben alimentati nella fase di allevamento domestico, cosa che fa superare la fase di riduzione naturale per predazione a cui sono sottoposti i giovani esemplari selvatici.
Analizzando tutti questi fattori è stato ipotizzato che senza questi continui rilasci questa specie sarebbe destinata a invadere tutti i corsi d'acqua dolce in Italia (dal centro al sud) in alcune decine di anni per la sua alta capacità di riprodursi e quindi sia da ritenere alloctona e dannosa per l'ambiente in quanto si nutre prevalentemente di uova e di piccoli di pesce.